# Đa Minh Hoàng Minh Tiến
Đa Minh Hoàng Minh Tiến (sinh ngày 7 tháng 1 năm 1969) là một giám mục người Việt Nam của Giáo hội Công giáo Rôma, hiện là Giám mục chính tòa của Giáo phận Hưng Hóa, giáo phận rộng lớn nhất tại Việt Nam và Chủ tịch Uỷ ban Loan báo Tin mừng trực thuộc Hội đồng Giám mục Việt Nam nhiệm kỳ 2022 – 2025.
Hoàng Minh Tiến sinh tại Lâm Đồng, thuộc giáo phận Đà Lạt trong một gia đình khó khăn. Sau quá trình tu học phổ thông, cậu theo học nghề tại Thủ Đức và sau hoàn thành chương trình học, ông hành nghề tại Cà Mau. Sau khi tìm hiểu chương trình tu học, cậu trở thành chủng sinh của giáo phận Hưng Hóa.
Sau quá trình tu học khó khăn và hoàn thành chương trình tu học vào năm 1998, chủng sinh Tiến hỗ trợ các công tác mục vụ tại giáo phận Hưng Hóa cho đến khi được truyền chức linh mục năm 2006. Thời kỳ linh mục, linh mục Tiến dành nhiều thời gian du học tại Học viện Mục vụ Đông Á, Philippines và Đại chủng viện Thánh Carolo, Hoa Kỳ, tốt nghiệp văn bằng Thạc sĩ Thần học.
Sau khi hoàn tất quá trình tu học, linh mục Hoàng Minh Tiến trở về Việt Nam, lần lượt đảm trách chức vụ Chủ tịch Ủy ban Mục vụ Ơn gọi giáo phận Hưng Hóa, Quản lý và Tổng Đại diện Giáo phận Hưng Hóa. Cùng với việc hồi hưu của giám mục Hưng Hóa Gioan Maria Vũ Tất, ông trở thành Đại diện Giám quản dưới thời giám mục giám quản Phêrô Nguyễn Văn Viên.
Tháng 12 năm 2021, Tòa Thánh bổ nhiệm linh mục Tiến làm giám mục chính tòa Hưng Hóa và lễ tấn phong đã được cử hành tại Nhà thờ chính tòa Sơn Tây vào tháng 2 năm 2022.

## Thân thế và tu học
Giám mục Hoàng Minh Tiến sinh ngày 7 tháng 1 năm 1969, tại Bảo Lộc, tỉnh Lâm Đồng, thuộc giáo xứ Thiện Lộc, giáo phận Đà Lạt; sinh trưởng trong gia đình có 8 người con trong một gia đình khó khăn, nguyên quán thuộc giáo xứ Bồ Ngọc, xã Quỳnh Hoa, huyện Quỳnh Phụ, tỉnh Thái Bình, thuộc giáo phận Thái Bình. Thân phụ là ông Đa Minh Hoàng Ngọc Thâu (1935–2022) và thân mẫu là bà Maria Nguyễn Thị Bảo. Gia đình sinh sống phụ thuộc vào một mảnh đất thổ cư và thân phụ ông dùng trồng chuối để tặng, nuôi dưỡng các con và một phần để bán. Cậu bé Tiến theo học chương trình phổ thông từ năm 1975 đến năm 1986, sau đó theo học trường dạy nghề Thủ Đức từ năm 1987 đến năm 1989.
Sau quá trình học nghề, từ năm 1990, Hoàng Minh Tiến làm việc tại Cà Mau và tìm hiểu về việc tu trì Công giáo, sau đó trở thành chủng sinh giáo phận Hưng Hóa vào năm 1992. Nhóm chủng sinh được theo chương trình tu học sau khi một vài đại chủng viện được cho mở cửa trở lại đầu thập niên 1990. Hoàng Minh Tiến cho hay ông giống nhiều chủng sinh cùng thời, cố gắng học tập và cố giữ ơn gọi tu trì, với một tương lai bất định. Ông thuộc lứa chủng sinh đầu tiên của giáo phận sau nhiều thập kỷ tôn giáo bị giới hạn. Sáu năm sau đó, chủng sinh Đa Minh theo học chương trình Đại Chủng viện của giáo phận Hưng Hóa tại Thành phố Hồ Chí Minh cho đến năm 1998 trong vòng bí mật, được bảo trợ bởi các linh mục Công giáo di cư năm 1954 đang sinh sống tại thành phố này. Không được chính quyền chấp nhận cho phong chức linh mục, nhóm 13 chủng sinh trong đó có chủng sinh Tiến phải thực hiện các công tác mục vụ tại địa phương và tòa giám mục. Riêng chủng sinh Hoàng Minh Tiến trở về Hưng Hóa hỗ trợ mục vụ tại nhiều nơi: giúp việc văn phòng Tòa Giám mục Hưng Hóa (1998-2002), hỗ trợ mục vụ Giáo xứ Thiện Lộc, Đà Lạt (2002-2003), trợ tá Giám mục Hưng Hóa (2003-2005). Hồi tưởng về giai đoạn này, giám mục Tiến nhận định đây là giai đoạn khó khăn nhất trong đời tu trì của ông, khi phải chờ để được hợp thức hóa việc tu học, tu luyện đối với chính sách tôn giáo để được truyền chức linh mục.

## Phó tế và linh mục
Sau bảy năm kể từ khi kết thúc việc tu học tại Thành phố Hồ Chí Minh, năm 2005, chủng sinh Hoàng Minh Tiến theo học bổ túc tại Đại chủng viện Sao Biển, giáo phận Nha Trang, sau đó lãnh chức phó tế ngày 13 tháng 8 cùng năm. Phó tế Đa Minh Tiến được thụ phong chức linh mục ngày 14 tháng 2 năm 2006, là linh mục thuộc linh mục đoàn giáo phận Hưng Hóa. Vị chủ sự nghi thức truyền chức cho cả hai dịp truyền chức đều là giám mục Antôn Vũ Huy Chương (giám mục Hưng Hóa). Khẩu hiệu linh mục Đa Minh Tiến chọn là Hãy ký thác đường đời cho Chúa. Trong nhóm 13 chủng sinh này, chỉ có 11 người được truyền chức, 2 người đã từ bỏ con đường tu trì. Giám mục chủ phong Antôn Vũ Huy Chương quyết định chọn ngày lễ Tình Yêu, 14 tháng 2 nhằm mục đích cảm tạ Thiên Chúa về 11 tân linh mục, khi số linh mục giáo phận Hưng Hóa vào thời điểm này chỉ là 31.
Tân linh mục Đa Minh Hoàng Minh Tiến được bổ nhiệm đảm nhận vai trò linh mục phó xứ Giáo xứ Nỗ Lực, giáo phận Hưng Hóa trong một năm, từ năm 2006 đến năm 2007. Năm 2008, ông theo tu nghiệp tại Học viện mục vụ Đông Á (East Asian Pastoral Institute), Manila, Philippines và từ năm 2009, tu nghiệp tại Đại chủng viện thánh Carolo (St Charles Borromeo Seminary) – Philadelphia, Hoa Kỳ, tốt nghiệp Thạc sĩ Thần học năm 2012.
Trở về Việt Nam, từ năm 2012, linh mục Tiến đặc trách Tiền Chủng viện giáo phận Hưng Hóa cho đến khi đảm trách vai trò Chủ tịch Ủy ban Mục vụ Ơn gọi giáo phận Hưng Hóa – Đặc trách Chủng Sinh năm 2014. Ông đảm nhận vai trò này cho đến khi được bổ nhiệm giám mục. Song song với vai trò trên, từ năm 2014 đến năm 2020, ông là Quản lý Giáo phận Hưng Hóa. Sau khi hết nhiệm kỳ quản lý, giám mục Hưng Hóa, sau khi tham vấn ban tư vấn giáo phận đã chọn linh mục Tiến làm Tổng Đại diện Giáo phận Hưng Hóa. Thông tin này được công bố ngày 13 tháng 5 năm 2020.
Ngoài chức vụ Tổng Đại diện Giáo phận Hưng Hóa, ông cũng kiêm nhiệm chức vụ Chánh xứ Nhà thờ chính tòa Sơn Lộc, và tiến hành nghi lễ nhậm chức Tổng Đại diện và chánh xứ vào ngày 3 tháng 7 năm 2020. Đây là lần đầu tiên trong đời linh mục, linh mục Tiến đảm trách vai trò chính xứ của một giáo xứ. Giáo xứ chính tòa Sơn Lộc có số giáo dân tương đương giáo họ nhỏ, nhưng có vai trò quan trọng trong giáo phận. Số giáo dân gốc giáo xứ ít và thiếu nhân sự làm cho việc quản lý mục vụ gặp nhiều khó khăn.
Từ ngày 29 tháng 8 năm 2020, ông đảm nhận chức Đại diện Giám quản Tông Tòa Hưng Hóa. Trong thời kỳ linh mục, linh mục Hoàng Minh Tiến đã tháp tùng nhiều giám mục đi thăm mục vụ, cũng như làm thông dịch viên cho các phái đoàn Tòa Thánh đến thăm do sự thông thạo Anh ngữ. Theo Hoàng Minh Tiến, ông chỉ đảm nhận vai trò quản lý giáo xứ (phó và chánh xứ) trong 3 năm trong suốt thời kỳ linh mục 16 năm của mình.

## Giám mục

### Bổ nhiệm và chúc mừng
Ngày 18 tháng 12 năm 2021, Văn phòng Báo chí Tòa Thánh loan tin Giáo hoàng Phanxicô bổ nhiệm linh mục Hoàng Minh Tiến đảm nhận vai trò Giám mục chính tòa giáo phận Hưng Hóa. Với tin bổ nhiệm này, tân giám mục chính thức trở thành giám mục trẻ nhất của hàng giám mục của Việt Nam, thay thế tân giám mục Giuse Đỗ Quang Khang vừa được tấn phong. Ông là giám mục chính tòa người Việt thứ sáu quản lý Hưng Hóa từ khi nó được nâng cấp thành giáo phận năm 1960, cũng như là giám mục thứ 9 quản lý địa phận Hưng Hóa từ khi thiết lập. Giám mục tân cử trở thành người lãnh đạo của giáo phận lớn nhất về diện tích, với địa giới hành chính là trọn vẹn các tỉnh Điện Biên, Lai Châu, Lào Cai, Phú Thọ, Sơn La, Yên Bái, cũng như một phần thành phố Hà Nội, các tỉnh Hòa Bình, Hà Giang và Tuyên Quang. Số liệu chính thức được giám mục Hoàng Minh Tiến cung cấp trong bài phỏng vấn với báo Công giáo và Dân tộc, giáo phận Hưng Hóa có khoảng 265.000 giáo dân, với 144 linh mục triều và 36 linh mục dòng. Theo UCA News, số giáo dân là người dân tộc ít người là khoảng 20.000 và ngoài số giáo xứ còn có khoảng 700 giáo họ và giáo điểm thuộc giáo phận. Đây là một giáo phận đa sắc tộc và đa văn hóa, với số giáo xứ toàn tòng là 10 trong tổng số 120 giáo xứ thuộc biên chế giáo phận. Một số dân tộc sống trên địa bàn giáo phận, ngoài người Kinh còn có các dân tộc như Tày, Mường, Sán Chỉ, Thái, Dao, Hà Nhì,... Tổng số lượng sắc tộc trong giáo phận là hơn 30.
Thông cáo từ Tòa giám mục Hưng Hóa ấn ký trong ngày công bố tin bổ nhiệm, linh mục Chưởng ấn Phêrô Lê Quốc Hưng công bố tiểu sử tân giám mục, đề nghị các linh mục trong giáo phận loan báo tin bổ nhiệm và xướng tên tân giám mục trong kinh nguyện thánh thể. Thông cáo này cũng cho biết ngày lễ tấn phong sẽ được ấn định sau. Một ngày sau đó, trong thông cáo đính chính thông tin trước đó, linh mục Hưng cho biết, với hướng dẫn của văn phòng thư ký Hội đồng Giám mục Việt Nam, việc xướng tên giám mục tân cử chỉ được tiến hành sau lễ tấn phong và nhậm chức của vị này. Trong thời gian này, tiếp tục cầu nguyện cho Giám quản Tông Tòa Phêrô Nguyễn Văn Viên.
Nhân dịp thăm và tặng quà các gia đình Công giáo khó khăn nhân dịp lễ Giáng sinh thuộc giáo xứ chính tòa Sơn Lộc, bà Chủ tịch Ủy ban Mặt trận Tổ Quốc thành phố Hà Nội Nguyễn Lan Hương đã có cuộc gặp với tân giám mục Hoàng Minh Tiến vào sáng ngày 19 tháng 12. Trong hồi đáp cảm ơn, tân giám mục cho biết ông sẽ vận động đồng bào đồng hành với chính quyền xây dựng đất nước giàu mạnh. Bà cũng gửi lời chúc mừng tân giám mục và cho rằng đây là một sự kiện quan trọng đối với cá nhân giám mục tân cử và giáo dân giáo phận Hưng Hóa trong mùa Giáng sinh.
Trả lời phỏng vấn từ báo Công giáo và Dân tộc, Hoàng Minh Tiến cho biết ông cần thời gian cầu nguyện sau khi tin bổ nhiệm được đưa đến để hỏi ý kiến ông. Giám mục Tiến cho rằng đây là một quyết định khó khăn và ông cũng đầy sự lo lắng trước trách vụ mới. Chia sẻ trong cuộc phỏng vấn với VietCatholic, giám mục Tiến cho rằng ông cảm thấy lo sợ hãi và lo lắng, cảm nhận sâu sắc cảm giác của Phêrô trong đoạn kinh thánh nói về mẻ cá lạ lùng, cuộc gặp gỡ và lời an ủi của Giêsu: đừng sợ! Để chuẩn bị chính thức nhận chức vụ mới, giám mục tân cử đã cử hành tĩnh tâm trong thời gian một tuần.

### Cảm nhận về hiện trạng giáo phận Hưng Hóa
Nói về tình hình đào tạo linh mục cho giáo phận, tân giám mục cho biết ông đánh giá với tình hình như hiện tại (2022), khoảng từ 6 đến 8 năm sau đó, số linh mục mới tạm đủ cho số giáo dân, nhưng để đáp ứng nhu cầu mục vụ, trong vòng 10 năm nữa khó có thể đáp ứng [đủ số linh mục]. Ông cho biết số ơn gọi tu sĩ có giảm hơn trước và bên cạnh vấn đề đào tạo linh mục, vấn đề [đào tạo] ơn gọi tu sĩ cũng cần thiết. Chia sẻ về tâm tư và cảm xúc trên cương vị giám mục Hưng Hóa, tân giám mục Tiến cho biết ông luôn ý thức về sứ vụ giám mục, cố gắng trong đời sống tâm linh để hoàn thành sứ vụ; giáo phận có địa giới rộng lớn và thiếu nhân lực; các linh mục tu sĩ thiếu, dân trí thấp, thiếu hiểu biết về giáo lý và thiếu điều kiện kinh tế cũng như sự tham gia của giáo dân hỗ trợ giáo hội còn ít. Nói về khẩu hiệu giám mục Hiệp nhất và Yêu thương, giám mục tân cử cho rằng đây là điều kiện lý tưởng với giáo hữu trong mọi giáo phận. Giám mục Tiến cho rằng ông không có ý định xây dựng một giáo phận lý tưởng nhưng thực tế rằng các chia rẽ là trở ngại đối với việc [loan báo] Tin Mừng, do đó ông cố gắng gây ý thức về sự hiệp nhất và yêu thương cho mọi người.
Nói về những khó khăn của giáo phận, Giám mục Hoàng Minh Tiến đánh giáo giáo hữu chỉ  giữ đạo chứ chưa sống đạo, thiếu sự quan tâm hỗ trợ cho công tác từ thiện (bác ái) dù hỗ trợ vật chất nhiều cho nhà thờ và công tác mục vụ; thiếu nhân sự và khó khăn về địa lý, ngôn ngữ và văn hóa các dân tộc. Nói về báo Công giáo và Dân tộc, tân giám mục cảm tạ độc giả vẫn trung thành với tờ báo trong thời đại nhiễu nhương về tin tức; đánh giá cao các bài báo được xuất bản chính thức mang tính xây dựng và có trách nhiệm pháp lý.

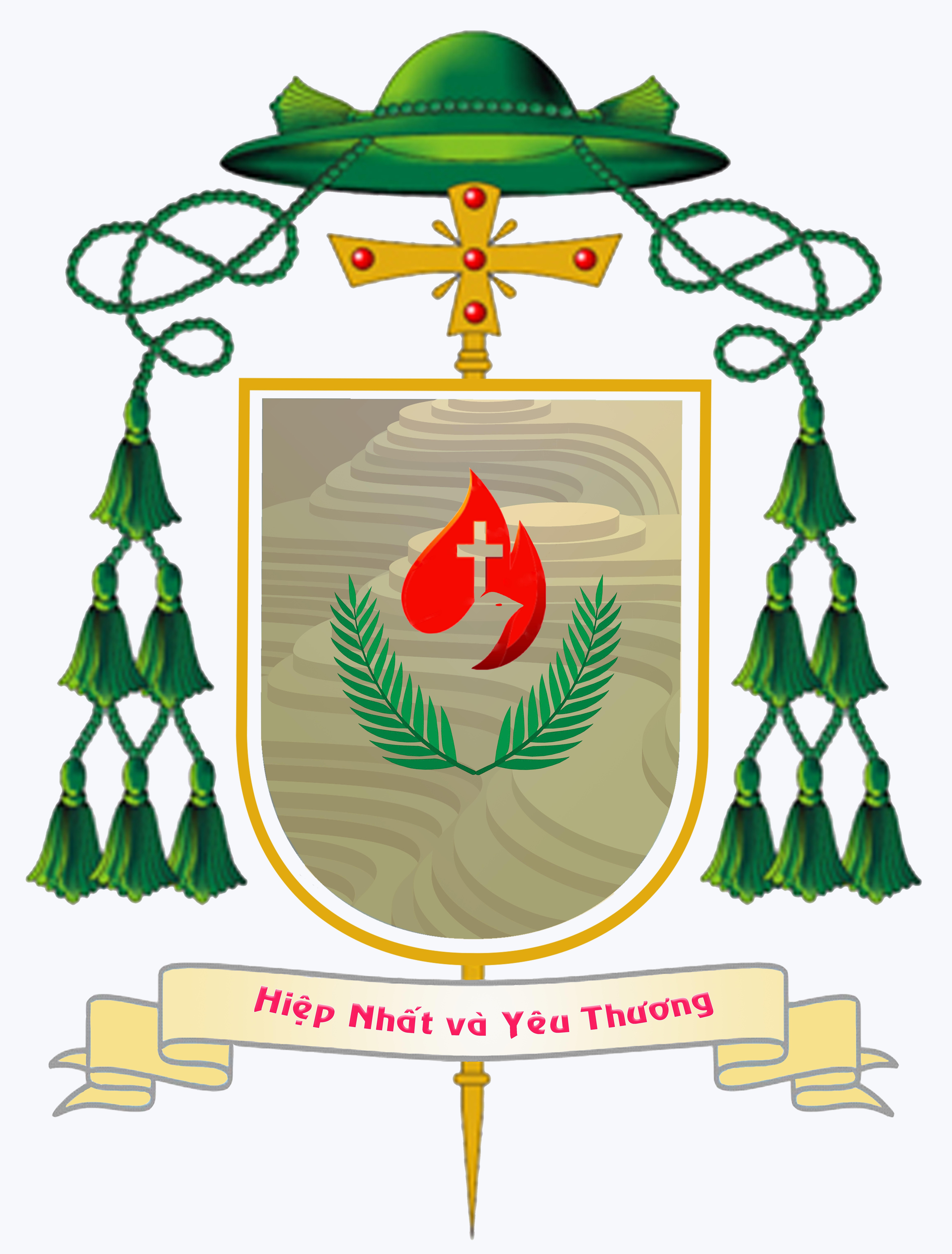
Huy hiệu chính thức của Giám mục Hoàng Minh Tiến

### Khẩu hiệu và huy hiệu
Văn phòng Tòa giám mục Hưng Hóa đăng thông cáo về lễ tấn phong cũng như khẩu hiệu và huy hiệu của Giám mục Hoàng Minh Tiến. Cụ thể, giám mục tân cử chọn cho mình khẩu hiệu Hiệp nhất và Yêu thương (Ga 15,17 và Ga 17,22), là hai lời cầu nguyện của Chúa Giêsu với các môn đệ của mình. Khẩu hiệu có ý nghĩa xây dựng sự hiệp nhất trong hàng ngũ tín hữu (Dân Chúa), thực thi bác ái để loan báo Tin Mừng.
Hoàng Minh Tiến chọn huy hiệu có nhiều hình ảnh biểu tượng: thanh gươm và tấm khiên cho Đức tin và Thần Khí, ruộng bậc thang đại diện cho vùng Tây Bắc thuộc giáo phận Hưng Hóa, Thánh giá cho sự dấn thân vì Tin Mừng, bồ câu đại diện cho Chúa Thánh Thần, trái tim và ngọn lửa lần lượt đại diện cho lòng yêu thương và nhiệt thành; hai cành vạn tuế đại diện cho sự hiệp nhất nhờ máu của các thánh tử đạo. Ông nhận định rằng huy hiệu giám mục cần diễn tả được các nét đặc trưng của giáo phận và thể hiện lòng tín thác vào Thiên Chúa, thông qua Thánh Thần để có thể hoàn tất nhiệm vụ giám mục.

### Nghi thức Tuyên xưng và lễ tấn phong

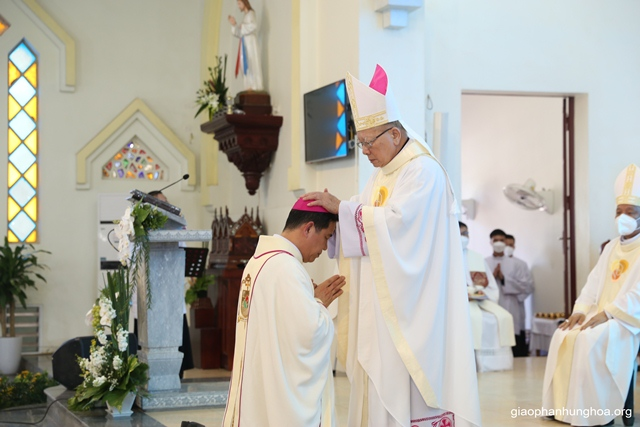
Nghi thức đặt tay trong lễ tấn phong

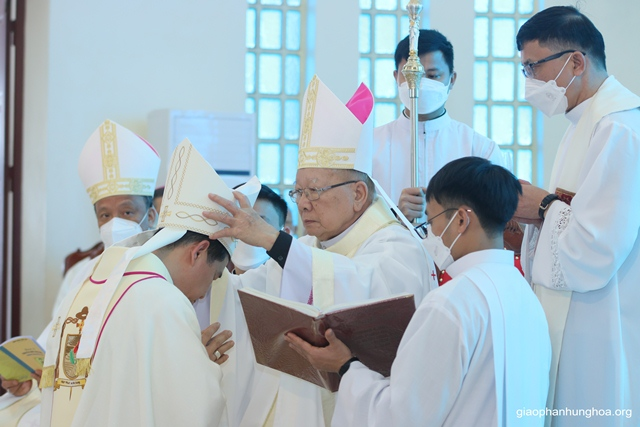
Nghi thức trao mũ mitra cho tân giám mục

Nghi thức tuyên xưng Đức Tin cho giám mục Tân cử Hoàng Minh Tiến đã được cử hành tại Nhà nguyện Tòa giám mục Hưng Hóa vào ngày 13 tháng 2 năm 2022. Nhân chứng cho nghi thức là Tổng giám mục Đại diện không thường trú của Tòa Thánh tại Việt Nam Marek Zalewski và giám mục giám quản Hưng Hóa Phêrô Nguyễn Văn Viên. Tham dự nghi thức cũng có môt số giám mục có mặt sớm tại Hưng Hóa và các giáo dân. Lễ tấn phong giám mục được cử hành ngày 14 tháng 2, cũng là kỷ niệm 16 năm linh mục của giám mục tân cử. Nói về quyết định thời điểm này, Giám mục Tiến cho biết vì đây là thời điểm thuận lợi sau Tết, công việc không gấp rút như trước Tết, đồng thời là ngày kỷ niệm truyền chức linh mục và lễ tình yêu, ông chọn để làm sâu đậm thêm tình yêu của Chúa đối với ông và đối với giáo phận Hưng Hóa.
Lễ tấn phong cho giám mục Hoàng Minh Tiến được cử hành tại Nhà thờ chính tòa Sơn Lộc, Giáo phận Hưng Hóa vào sáng ngày 14 tháng 2 năm 2022. Lễ tấn phong được truyền hình trực tiếp trên nhiều nền tảng: website, kênh You Tube và facebook của giáo phận Hưng Hóa. Theo giám mục Tiến trả lời phỏng vấn kêng truyền thông Hội đồng Giám mục Việt Nam thì thánh lễ được tổ chức với số lượng người tham gia tối thiểu: các giám mục, linh mục giáo phận và có liên hệ, các thân nhân ân nhân, trong khi giáo dân được khuyến khích dự lễ trực tuyến. Các biện pháp 5K sẽ được tiến hành để đảm bảo an toàn dịch bệnh. Trên thực tế, các biện pháp phòng dịch như chuẩn bị dung dịch sát khuẩn, đo thân nhiệt và xét nghiệm nhanh Covid cho mỗi người tham dự đã được tiến hành. Chủ tế lễ tấn phong giám mục và chủ phong trong nghi thức truyền chức là Giám mục Antôn Vũ Huy Chương, nguyên giám mục chính tòa giáo phận Hưng Hóa và giáo phận Đà Lạt. Đồng tế có hai giám mục phụ phong Gioan Maria Vũ Tất, nguyên giám mục Hưng Hóa và Giám quản Tông Tòa Hưng Hóa Phêrô Nguyễn Văn Viên. Cùng đồng tế có Đại diện Tòa Thánh không thường trú tại Việt Nam Marek Zalewski, chủ tịch Hội đồng Giám mục Việt Nam Giuse Nguyễn Chí Linh., Tổng giám mục Tổng giáo phận Hà Nội Giuse Vũ Văn Thiên, Tổng giám mục Tổng giáo phận Thành phố Hồ Chí Minh Giuse Nguyễn Năng, Hồng y Phêrô Nguyễn Văn Nhơn và nhiều giám mục khác. Hàng ngũ linh mục tham dự lễ tấn phong có Viện phụ Đan viện Châu Sơn Đơn Dương, các linh mục trong và ngoài giáo phận Hưng Hóa gồm các giáo sư chủng viện, thư ký Hội đồng Giám mục và các linh mục đảm nhận các chức vụ quan trọng trong các giáo phận và các dòng tu. Ngoài Đại diện Tòa Thánh, tổng cộng có 23 giám mục và hàng trăm linh mục đồng tế lễ truyền chức. Một số giám mục Việt Nam không thể tham dự vì tình hình dịch bệnh tại nhiều địa phương còn phức tạp. Tham dự lễ truyền chức gồm các tu sĩ, chủng sinh, thân phụ và thân mẫu tân giám mục, thân nhân và ân nhân và đại diện giáo dân cũng như Hội đồng Mục vụ giáo phận Hưng Hóa.

### Lễ Tạ ơn và chúc mừng
Ngày 15 tháng 2 năm 2022, giám mục Hoàng Minh Tiến tham dự lễ tạ ơn và chia tay của nguyên giám mục giám quản Hưng Hóa Nguyễn Văn Viên tại nhà nguyện Tòa giám mục Hưng Hóa. Phó giám đốc Công an thành phố Hà Nội, Thiếu tướng Nguyễn Anh Tuấn và đại diện phòng chức năng công an thành phố đã đến thăm và chức mừng giám mục tân cử Hoàng Minh Tiến nhân dịp tân giám mục được tấn phong. Phó giám đốc công an đánh giá việc tấn phong không chỉ là vinh dự cho cá nhân tân giám mục mà còn là niềm vui chung cho giáo phận Hưng Hóa, đồng thời nêu lên mong muốn rằng trên cương vị giám mục, Giám mục Tiến sẽ hợp tác với công an địa bàn để bảo đảm an ninh trật tự và phát triển kinh tế địa phương. Đại diện công an Hà Nội cũng tặng quà và chia tay nguyên giám quản Hưng Hóa Phêrô Nguyễn Văn Viên. Sáng ngày 16 tháng 2, Trưởng Ban Tôn giáo chính phủ Việt Nam Vũ Hoài Bắc dần đầu đoàn đến Tòa giám mục Hưng Hóa để thăm hỏi, chúc mừng tân giám mục. Tại cuộc gặp, ông trưởng ban đề nghị tân giám mục cùng các linh mục tu sĩ tiếp tục đoàn kết, thực hiện tốt các chính sách, đường lối và tích cực tham gia các phong trào địa phương. Giám mục tân cử cũng nêu lên mong muốn được ban tôn giáo chính phủ và các cấp chính quyền quan tâm và tạo điều kiện, khẳng định sẽ hướng dẫn giáo sĩ, giáo dân thực hiện tốt các chính sách và tham gia phòng chống Covid tại địa phương.

### Mục vụ
Sau khi chính thức nhậm chức giám mục giáo phận, ngày 12 tháng 4 năm 2022, Giám mục Hoàng Minh Tiến đã ra văn thư bổ nhiệm các vị trí trong giáo phận gồm Tổng Đại diện, Chưởng ấn và Đại diện Tư pháp. Các linh mục này đảm nhận chức vụ trong nhiệm kỳ 5 năm từ năm 2022 đến năm 2027.
Các giám mục Việt Nam từ 27 giáo phận họp Đại hội XV Hội đồng Giám mục Việt Nam tại trung tâm Mục vụ Tổng giáo phận Hà Nội vào đầu tháng 10 năm 2022. Trong khuôn khổ đại hội, các giám mục đã sắp xếp và bầu chọn nhân sự trong hội đồng và quyết định chọn Giám mục Hoàng Minh Tiến đảm trách vai trò Chủ tịch Uỷ ban Loan báo Tin mừng trực thuộc Hội đồng Giám mục trong nhiệm kỳ 2022 – 2025.

## Tông truyền
Giám mục Đa Minh Hoàng Minh Tiến được tấn phong giám mục năm 2022, thời Giáo hoàng Phanxicô, bởi:
- Giám mục Chủ phong: giám mục Antôn Vũ Huy Chương, nguyên giám mục chính tòa Giáo phận Hưng Hóa và Giáo phận Đà Lạt.
- Hai giám mục Phụ phong: giám mục Gioan Maria Vũ Tất, nguyên giám mục chính tòa Giáo phận Hưng Hóa và giám mục Phêrô Nguyễn Văn Viên, Giám quản Tông Tòa Hưng Hóa, giám mục phụ tá Giáo phận Vinh.

Giám mục Đa Minh Hoàng Minh Tiến là Chủ phong trong nghi thức truyền chức cho giám mục:
- Năm 2025, giám mục Phaolô Nguyễn Quang Đĩnh, hiện đang là Giám mục phụ tá Giáo phận Hưng Hóa

Giám mục Đa Minh Hoàng Minh Tiến là Phụ phong trong nghi thức truyền chức cho giám mục:
- Năm 2023, giám mục Phêrô Lê Tấn Lợi, hiện đang là Giám mục chính tòa Giáo phận Cần Thơ.
- Năm 2024, giám mục Giuse Vũ Công Viện, hiện là Giám mục phụ tá Tổng giáo phận Hà Nội.

Dưới đây là sơ đồ tính Tông truyền từ giám mục Việt Nam đầu tiên được giám mục ngoại quốc chủ phong cho đến đời Giám mục Hoàng Minh Tiến.

## Hình ảnh

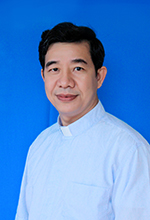
Chân dung linh mục Hoàng Minh Tiến
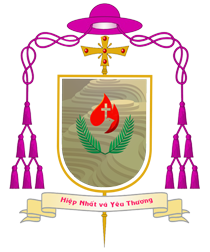
Huy hiệu Giám mục Hoàng Minh Tiến, in trên thư mời tham dự lễ Tấn phong
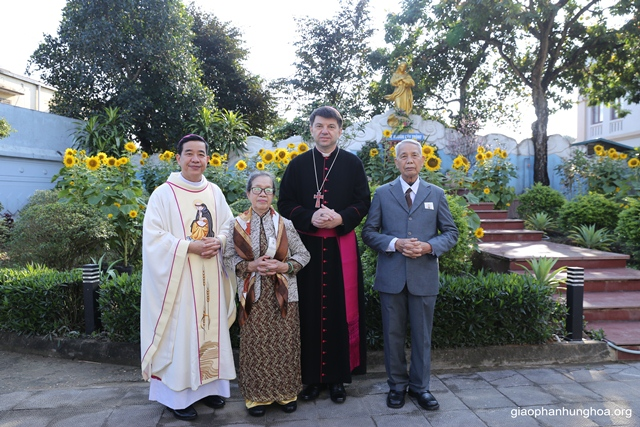
Giám mục Hoàng Minh Tiến, Tổng giám mục Marek Zalewski và song thân giám mục Tiến.